# Gaston Coulondre
Pour les articles homonymes, voir Coulondre.
Gaston Coulondre est un homme politique français né à Nîmes, dans le Gard, le 1er juin 1857, et mort à Marseille, dans les Bouches-du-Rhône, le 12 décembre 1922. Il est député du Vaucluse du 1902 à 1910.

## Biographie
Après des études de droit à Paris, ou il obtient son doctorat, il y pratique la profession d'avocat à partir de 1886. En 1888, il rejoint le barreau de Nîmes. Il devient rapidement juge d'instruction, à Uzès, puis à Avignon, en 1898, et à Apt, en 1901. Il finit sa carrière juridique à Marseille, comme juge d'instruction, en 1912, puis à Aix-en-Provence, comme conseiller à la cour d'appel, en 1918.
Il est le père de Robert Coulondre, ambassadeur de France en Allemagne en 1939, qui déclare la guerre à l'Allemagne au nom de la France.

### Carrière politique
Élu député de Vaucluse en 1902 et réélu en 1906, il est membre de plusieurs commissions : des affaires extérieures, protectorats et colonies, économie, lors de son premier mandat ; agriculture, postes et télégraphes, et à celle de la fête nationale de Jeanne d'Arc lors du second. Il participera également à plusieurs débats, notamment : le projet de loi concernant le mouillage des vins et les abus du sucrage et le rapport de la Commission d'enquête sur la crise de la viticulture, en 1907, le projet de loi concernant la réglementation des eaux de la Durance, également en 1907, et la loi de finances de l'exercice 1910 pour évoquer les droits de circulation sur les vendanges fraîches.
Le 31 mai 1905, il devient l'un des secrétaires du comité exécutif du Parti républicain, radical et radical-socialiste.
Il termine sa carrière politique comme maire de Vérargues, dans l'Hérault, durant 14 ans.